# Rodrigo Quirino
Rodrigo dos Santos Quirino (Itapetininga, 12 april 1996) is een Braziliaans wielrenner die anno 2016 rijdt voor Funvic Soul Cycles-Carrefour.

## Carrière
In 2014 nam Quirino deel aan de wegwedstrijd voor junioren op het wereldkampioenschap, hier eindigde hij op plek 65.
Eind 2015 werd Quirino samen met zijn landgenoot Nathan Mahler en de Spanjaarden Antonio Piedra en Pablo Urtasun door Funvic Soul Cycles-Carrefour vastgelegd voor het seizoen 2016. Dat seizoen zou het team voor het eerst een ProContinentale licentie hebben. Zijn debuut maakte Quirino in de Ronde van San Luis, waar hij in de zesde etappe opgaf.

## Ploegen
- 2016 –  Funvic Soul Cycles-Carrefour

Affonso · Almeida · Bulgarelli · Cardoso · Chamorro · Diniz · Gaspar · Mahler · Manarelli · Nazaret · Nicácio · Piedra · Pinheiro · Quirino · Ramos · Urtasun · Machado (stagiair) · Mendonça (stagiair) · Rincón (stagiair)